# غرانت إس. نيلسون
غرانت إس. نيلسون (بالإنجليزية: Grant S. Nelson)‏ هو محامي أمريكي، ولد في 1939.